# J. Hans D. Jensen
Johannes Hans Daniel Jensen (25. června 1907 – 11. února 1973) byl německý jaderný fyzik. Během druhé světové války pracoval na německém jaderném projektu a přispěl k dělení izotopů uranu. Po válce pracoval jako profesor např. na California Institute of Technology. V roce 1963 získal spolu s Marií Göppert-Mayer polovinu Nobelovy ceny za fyziku "za objevy týkající se orbitalů v atomových jádrech".

## Vzdělání
Mezi lety 1926 a 1931 studoval fyziku, matematiku, fyzikální chemii a filosofii na Freiburské univerzitě a Hamburské univerzitě, kde v roce 1932 získal doktorát a kde si v roce 1936 udělal habilitaci.

## Kariéra

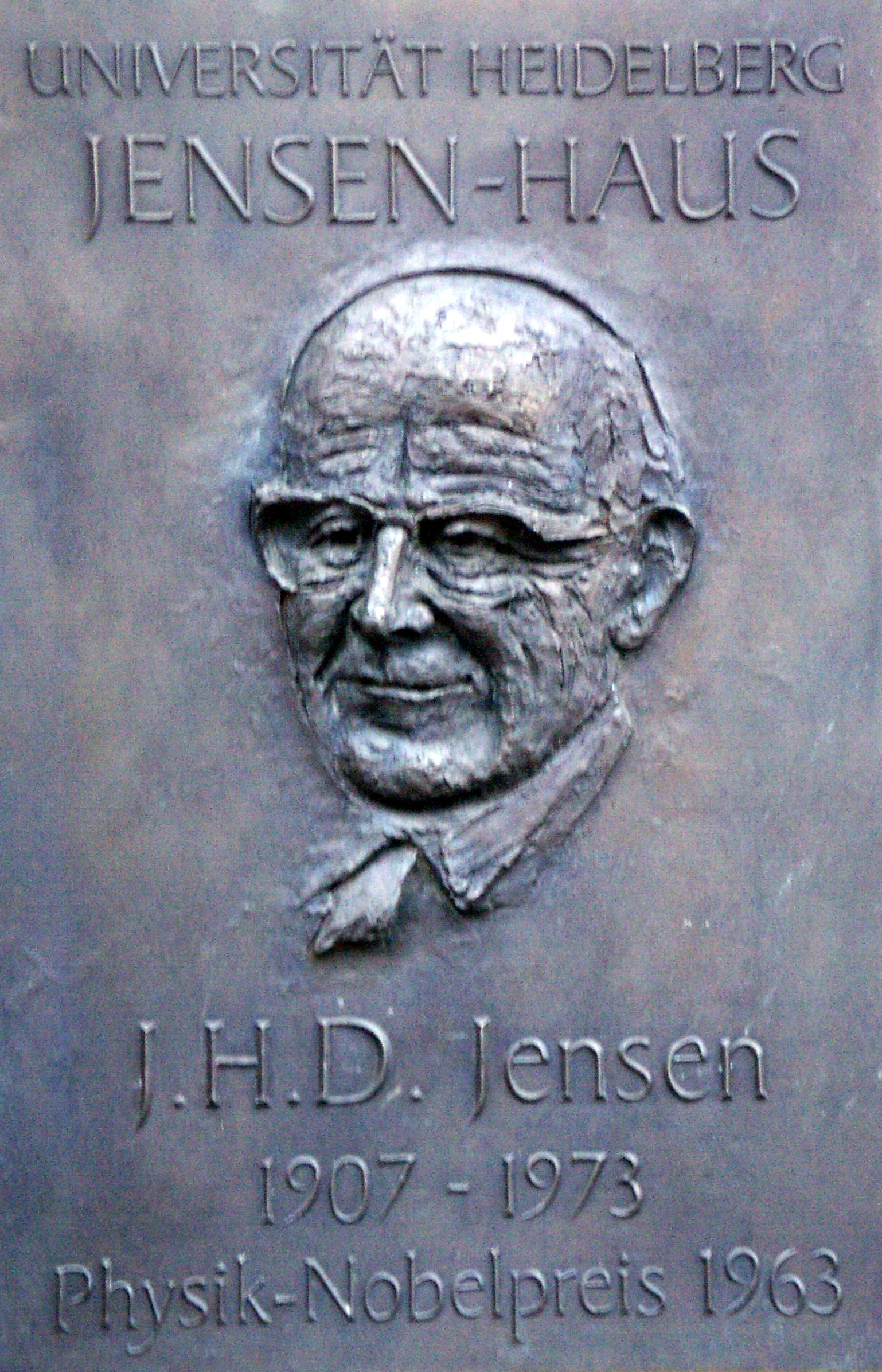

V roce 1937 se stal neplaceným přednášejícím na Hamburské univerzitě a začal spolupracovat s Paulem Harteckem, ředitelem fyzikálně-chemického oddělení. Stejného roku vstoupil do NSDAP.
Harteck začal 1. září 1939 pracovat na německém jaderném projektu a přivedl do něho i Jensena. Ten výrazně přispěl k dělení uranu. Jensen a Harteck vytvořili dvojitou centrifugu, aby usnadnili efekt dělení.
V roce 1946 se stal profesorem teoretické fyziky na dnešní Hannoverské univerzitě a v roce 1949 na Heidelberské univerzitě.
V roce 1963 získal s Marií Göppert-Mayer polovinu Nobelovy ceny za fyziku za návrh modelu struktury atomových jader; druhou polovinu ceny získal Eugene Wigner za nesouvisející práci v teorii atomového jádra a elementárních částic, zejména za objev a aplikaci fundamentálních principů symetrie.

## Jensenovy knihy
- (německy)Konrad Beyerle, Wilhelm Groth, Paul Harteck a Johannes Jensen: Über Gaszentrifugen: Anreicherung der Xenon-, Krypton- und der Selen-Isotope nach dem Zentrifugenverfahren (Chemie, 1950); cited in Walker, 1993, 278.